# John Ambrose O'Brien
Pour les articles homonymes, voir John O'Brien.
Temple de la renommée : 1962
John Ambrose O'Brien (né le 27 mai 1885 à Renfrew, Ontario, mort le 24 avril 1968) fut le premier propriétaire des Canadiens de Montréal.

## Biographie
Canadien d'origine irlandaise, son père Michael John O'Brien était né pauvre mais avait réussi à devenir riche grâce à son dur labeur et à son sens des affaires.

### Arrivée àMontréal
À l'automne 1909, Montréal possède deux équipes professionnelles, les Wanderers et les Shamrocks, membres toutes deux de la ligue de l'Association de Hockey de l'Est du Canada (AHEC).
La ville possède aussi deux arénas, l'Aréna de Westmount et le Jubilee. Ce dernier appartient à un certain Patrick Doran, qui réussit en 1909 à acheter pour 750 $ la concession des Wanderers à un groupe d'hommes d'affaires dirigé par Fred Strachan.
Doran, propriétaire du Jubilee, entend faire jouer les Wanderers dans son aréna, ce qui déplaît aux autres propriétaires du groupe : le Jubilee ne contient que 3 000 sièges, ce qui entrainerait des pertes de revenus. La saison n'est pas encore commencée qu'il y a déjà des problèmes au sein de la ligue.
Le 13 novembre, l'AHEC tient une réunion pour étudier différentes suggestions, dont celle d'ajouter quelques nouvelles équipes à la ligue, dont le National, une équipe francophone. Cependant, cette réunion est plutôt l'occasion de se disputer les droits sur l'équipe des Wanderers. Certains représentants des autres équipes, dont ceux d'Ottawa, affirment que Strachan n'avait pas les droits requis pour vendre l'équipe. Strachan, qui représente Doran, leur exhibe un document officiel prouvant qu'il avait tous les droits requis lors de la vente et que le tout est légal, ce qui laisse les accusateurs à leur déception. Le lendemain de cette réunion, les adversaires de Doran et Strachan annoncent officiellement la création d'un nouveau club : le All-Montreal.
À cette époque, le hockey sur glace est déjà le sport le plus populaire du Canada et les nouvelles de cette réunion houleuse se font entendre jusqu’à Renfrew, un petit village de 3 000 habitants en Ontario. Reconnue pour ses crémeries et son beurre, cette petite communauté agricole possède quelques familles millionnaires dont les O'Brien et les Barnett. L'un des propriétaires des Creamery Kings, (équipe de hockey locale de Renfrew) Jim Barnett, appelle son ami, Ambrose O'Brien pour profiter des événements de Montréal pour y faire inclure l'équipe de Renfrew. 
O'Brien se rend à Montréal dès le 25 novembre, pour la suite de la réunion ajournée le 13 novembre. Cette fois, on se concentre sur l'ajout de nouvelles équipes. Cependant, Dave Mulligan, représentant d'un club d'Ottawa remet la démission de son équipe et invite toutes les autres équipes à faire de même pour tout simplement repartir à neuf. La dernière équipe à démissionner est les Wanderers de Montréal. Il s'agit d'un piège...
Mulligan fait interrompre la réunion pour quelques minutes et en profite pour faire signer les Bulldogs de Québec et les Shamrocks de Montréal. En quelques minutes est créé une nouvelle ligue, soit le Canadian Hockey Association (CHA). Informé de ce qui se trame, le National remplit rapidement un formulaire d'adhésion à la ligue. On n'accepte leur adhésion qu'à la condition qu'ils jouent à l'aréna de Westmount et non. au Jubilee.
Pour ce qui est de Doran et d'Obrien, ils sont laissés de côté. Ils font connaissance alors et s'aperçoivent que leurs intérêts sont complémentaires : l'un à l'équipe et l'autre à l'argent.
C'est à la suite d'une discussion d'O'Brien avec Jimmy Gardiner (gérant des Wanderers) qu'ils décident à leur tour de créer une nouvelle ligue, comprenant les équipes de Renfrew, Haileybury, et le Wanderers de Montréal. Il ne reste plus que l'acquisition d'une autre équipe, cette fois, francophone, dirigée par Jack Laviolette.

### Création d'O'Brien
Le jeudi 2 décembre 1908, O'Brien et Gardiner organisent une réunion à Montréal. En peu de temps, ils créent l'Association Nationale de Hockey (ANH). On accorde aussi l'acquisition à la ligue d'une équipe Torontoise qui ne jouera qu'en 1912 (Tecumsehs), faute d'avoir une patinoire adéquate. Il était important pour l'ANH d'avoir une équipe francophone, pour rivaliser avec le National du CHA.
C'est à cette date que les Canadiens de Montréal fut créé et dirigé par Jack Laviolette avec une somme considérable donnée par un certain Tommy Hare, de Cobalt (Ontario). Il ne s'agissait en fait que d'un prête-nom de la famille O'Brien, pour qui il travaillait. C'est Ambrose O'Brien qui avait donné la somme requise.
Pour la saison 1909-1910, O'Brien est le propriétaire des Canadiens de Montréal, mais il laisse finalement le club l'année suivante au groupe Club Athlétique Canadien inc.
Il est intronisé au Temple de la renommée du hockey en 1962.

### Décès
John Ambrose O'Brien meurt le 24 avril 1968 à son domicile d'une thrombose cérébrale à l'âge de 82 ans.

## La coupe O'Brien
Le trophée distribué à l'équipe gagnante de la finale de l'Association nationale de hockey fut appelé O'Brien. On cessa de donner cette coupe en 1950.